# Eugalta leucopus
Eugalta leucopus är en stekelart som beskrevs av Townes, Townes och Gupta 1961. Eugalta leucopus ingår i släktet Eugalta och familjen brokparasitsteklar. Inga underarter finns listade i Catalogue of Life.